# 조 데리타
조 데리타(Joseph Wardell, 1909년 7월 12일 ~ 1993년 7월 3일)는 미국의 희극 배우, 텔레비전 배우, 영화배우, 성우이다.

## 영화
- 매드 매드 대소동 (1963년)
- 브라바도스 (1958년)
- 탱크 유어 럭키 스타스 (1943년)